# 贵州建制
贵州建制，为明朝洪武、永乐年间中央政府在贵州等地区建立行省一级的行政区划——贵州承宣布政使司。此建制为中国历史上的首次对贵州地区进行直接行政管辖领导，并对明朝以及此后的清朝、中华民国、中华人民共和国的贵州行政区划设置有深远的影响。

## 背景
对贵州地区的最早开发可以追述到秦始皇的開邊，并设立桂林郡、象郡等；汉朝时期的越巂、牂牁等亦归属臣服中央。但因为其远离政治核心，所以历朝历代皇帝仅仅以战争臣服或者同璧幣等方式保持对其形式上的控制。贵州古称羅施鬼國，自蜀漢彝族中有火濟者，從諸葛亮南征孟獲有功，封羅甸國王，歷唐朝、宋朝皆以歸順，不失爵位领土。
明朝洪武十五年 (1382年)，朱元璋设置貴州都指揮使司，命平涼侯費聚、汝南侯梅思祖署理司事。朱元璋遣傅友德等平定雲南，朱元璋遣使諭李友德称：「先前已置貴州都指揮使司，然而靄翠等人不盡服，雖有雲南，也不能守。」当时靄翠是元朝贵州宣慰使，已而見雲南被平定后，乃與同知宋欽皆降归降明朝。于是朱元璋仍授靄翠为宣慰使，宋欽宣慰同知，各領所部居水西，為貴州宣慰使，隸属四川。其思州宣慰使田仁智、思南宣慰使田茂安，暨鎮遠等府，隸湖廣。普安、鎮寧等州，隸雲南。
洪武十八年 (1385年) 夏天四月，思州諸洞蠻族民亂，太祖命信國公湯和、江夏侯周德興跟从楚王朱楨討平叛乱。洪武三十年 (1397年) 三月，古州洞蠻林寬又作乱，并射杀千戶吳得。朱元璋命左都督楊文為征蠻將軍，都督同知韓觀担任副官，統领京衛、江、湖兵往征。不久林寬為指揮朱俊所縛送京師。同年十月，都督顧成平定洪州、泊里、福祿、永從等叛乱。明成祖继位后，永乐九年 (1411年) ，设立普安安撫司，以土目慈長為安撫，賜銀印，置流官，隸四川布政司。

## 设置
当时都指揮使司都督馬燁镇守，政尚威嚴，经常殴打激怒对方并平定。贵州宣慰使靄翠死后，妻奢香代立，宋欽死，妻劉氏代立。馬燁经常辱骂鞭打奢香，致使当地反叛纷争。劉氏奔走京师并上奏高皇后，此后要求设立驛使通路。朱元璋逮捕馬燁并斩杀，此后当地少数民族纷纷感谢，并除赤水、烏撤道，立龍場等驛站，可连到四川。
永乐初年，思州宣慰使田仁智子田琛，思南宣慰使田茂安子田宗鼎，各自嗣立，以爭沙坑原因，每日争斗。朱棣派遣行人蔣廷瓚赶往勘察，蔣廷瓚称思南是过去思州的土地，应当归还，并称田宗鼎罪过。后朱棣命连两人停止争斗，但两人仍然屢禁不止。至此，朱棣密令鎮遠侯顧成率校士數人，潛入二境逮捕田琛、田宗鼎。此后两人被逮捕入京，并斩杀。
永乐十一年 (1413年) 二月，朱棣下决心直接管辖贵州，命戶部尚書夏原吉等称，改思州宣慰司為思州府，思南宣慰司為思南府，并设置貴州布政司，立三司等官，治貴州宣慰司本司及思州府、思南府、鎮遠府、石阡府、銅仁府、黎平府，普安州、永寧州、鎮寧州、安順州，金築安撫司及普定、新添、平越、龍里、都勻、畢節、安莊、清平、平壩、安南、赤水、永寧、興隆、鳥撒、威清十五衛，普市乾戶所，皆屬；改蔣廷瓚為左布政使。布政使司衙门驻贵阳府。
永乐十五年 (1416年) ，设立貴州等处提刑按察司。戶部、刑部各增貴州一司，其鄉貢附於雲南。至此贵州由中央政府直接领导。